# توماس همسون
توماس هَـمسون (انگلیسی: Thomas Hampson؛ زادهٔ ۲۸ ژوئن ۱۹۵۵) یک خواننده باریتون اپرا اهل ایالات متحده آمریکا است.
او تا کنون بیش از ۱۷۰ اثر هنری ضبط و منتشر نموده‌است که بیش از ۸۰ نقش اپرایی گوناگون را در بر می‌گیرد.
او علاوه بر شهرت جهانی، بابت فعالیت‌های هنری‌اش برندهٔ جوایز گوناگونی شده‌است که از آن میان می‌توان به جایزه گرامافون و جایزه گرمی اشاره کرد.
الیزابت شوارتسکوپف زمانی دربارهٔ او به شاگردانش گفته بود که «توماس هَـمسون بهترین خوانندهٔ حالِ حاضرِ اروپاست.»